# Мацегора, Григорий Прокопович
 Григорий Прокопович Мацегора (род. 8 сентября 1934, Олейники) — советский и украинский живописец.

## Биография
Родился 8 сентября 1934 года в селе Олейники Сахновщинского района Харьковской области.
В 1956 году окончил Харьковское государственное художественное училище под руководством Ю. Стаханова и М. Слипченко.
С 1970 года — член Национального союза художников Украины.
С 1990 года — инициатор, организатор и глава Запорожского отделения Национального союза мастеров народного искусства Украины.

## Награды
- Заслуженный деятель искусств Украины (1994).
- Орден «За заслуги» (Украина) 3-й степени (2009)[1].